# Santa Catalina (Sevilla)
Santa Catalina es uno de los barrios que conforman el centro de la ciudad de Sevilla (España). Está situado en el sector noreste dentro del distrito Casco Antiguo, su extensión se corresponde con las secciones censales números 1, 32,48 y 49. Sus límites están determinados por las siguientes calles: María Auxiliadora, Recaredo, Santiago, Lanza, Imperial, plaza de San Leandro, Alhóndiga, Bustos Tavera, Peñuelas, plaza de San Román, Enladrillada, Espada, Sol y Madre Isabel de la Trinidad. Tiene una población estimada de 4168 habitantes. En la plaza (Rodrigo) Ponce de León, anexa a la Iglesia de Santa Catalina se enclavaba el palacio de Don Rodrigo Ponce de León.

## Edificios de interés

### Arquitectura religiosa
- Iglesia de Santa Catalina (Sevilla)
- Iglesia de San Román (Sevilla)
- Templo del Señor de la Salud (Sevilla)
- Iglesia de los Terceros (Sevilla)
- Iglesia de Santiago (Sevilla)
- Capilla de Los Ángeles (Sevilla)

## Hermandades y Cofradías
Que hacen estación de penitencia a la catedral:
- Hermandad de la Exaltación.
- Hermandad de los Gitanos.
- Hermandad de la Cena.
- Hermandad del Beso de Judas.
- Hermandad de los Negritos.

Que no hacen estación de penitencia a la catedral:
- Hermandad de la Virgen del Carmen y la Virgen del Rosario de Santa Catalina.
- Hermandad de Santa Lucía.

La Hermandad de la Mortaja, pertenece al barrio de Encarnación-Regina al situarse en la calle Bustos Tavera en la acera de los números impares.
La Hermandad de los Servitas, pertenece al barrio de San Julián, pues la plaza de Santa Isabel pertenece a este barrio del centro de Sevilla.